# Koutoubou Moustapha Sano

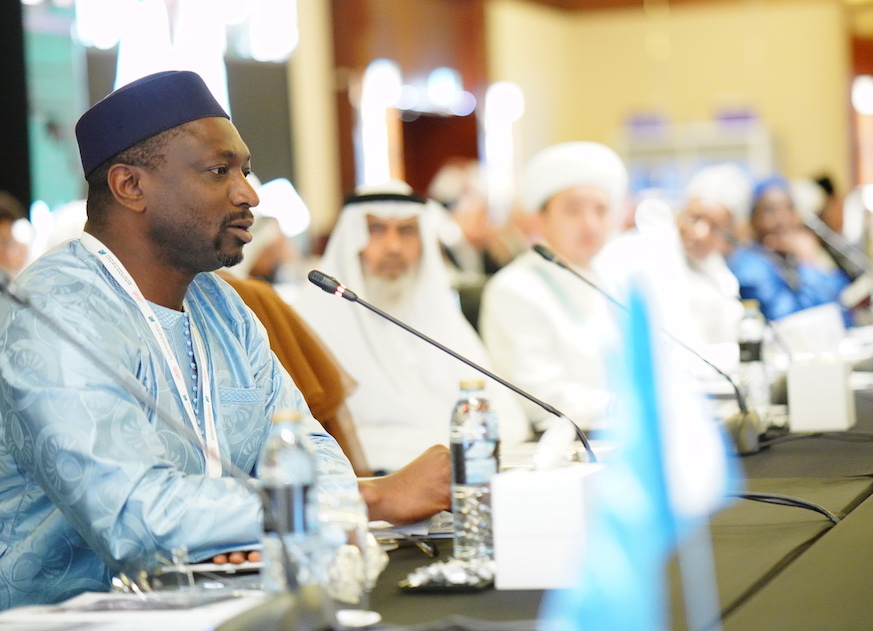
23e conférence de l'IIFA à Médine(Arabie saoudite) en 2018

Koutoubou Moustapha Sano né le 10 avril 1966 à Kankan est un homme politique guinéen,.

## Biographie
Né le 10 avril 1966 à Kankan, République de Guinée, fils de Elhadj Sidafa Sano et Hadja Aissata Koma.

## Études
En 1989, il obtient un diplôme approfondi de la langue française (DALF) du Ministère de l'Éducation de la République de France.
En Arabie saoudite, il décroche une licence en éducation (Droit Comparé), major de sa promotion en 1990, puis un master en droit comparé avec mention dans la même université du Roi Saud en 1993.
Il part en Malaisie où il obtiendra un doctorat en philosophie de droit comparé à l'université islamique internationale de Malaisie (en) en 1996 et en 1998, il décrocha un diplôme d'études supérieures dans le secteur bancaire et la finance islamique de la même université.
En 2001, il obtient un doctorat d'État en finance islamique avec mention de l'université Zitouna en Tunisie.
Depuis 2001, il est professeur agrégé de la jurisprudence comparée et de la finance islamique.

## Carrière professionnelle
Entre 1993 et 2009, il est professeur de droit comparé et finance islamique pendant seize ans à Kuala Lumpur et parallèlement vice-président de l'université internationale (en) de 2005 à 2009 chargé des relations internationales et des innovations en Malaisie.
De 2014 en 2015, il est président du conseil des ministres de l'Union du Fleuve Mano et ministre secrétaire général des affaires religieuses de la République de Guinée de 2009 en 2010, il est Ministre de la Coopération Internationale et de l'Intégration Africaine de 2011 en 2016 puis occupe le poste du ministre à la présidence, conseiller diplomatique du président de la république de Guinée depuis 18 mars 2016 jusqu'à maintenant.

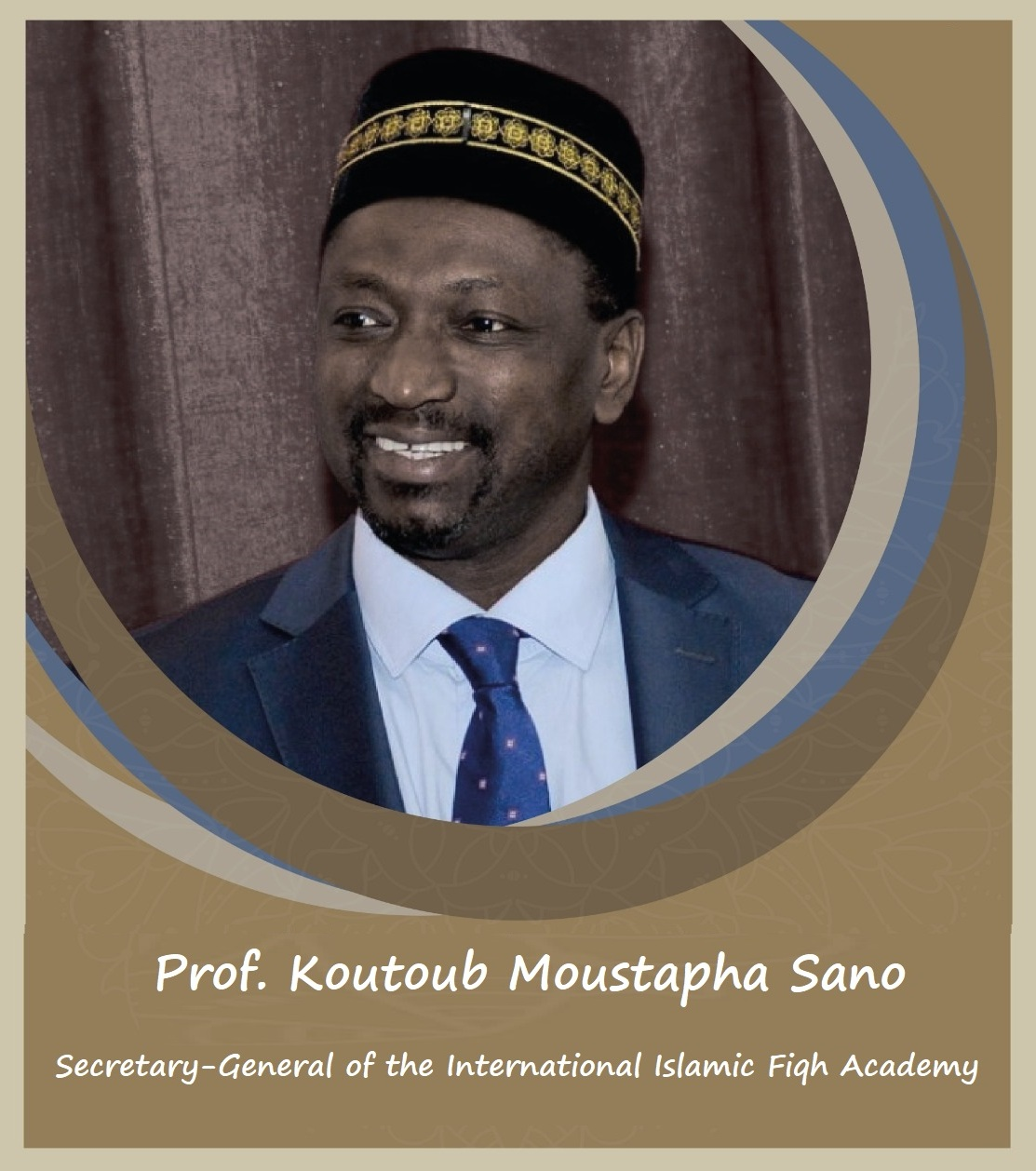
Secrétaire général de l'Académie Internationale Islamique du Fiqh, Djeddah

Vice-président du conseil de l'académie internationale de jurisprudence (Fiqh Academy), organisation de la coopération islamique, OCI depuis 2004 jusqu'à maintenant.

## Œuvres

### Livres
Il est auteur de vingt-quatre livres en droit comparé, finance islamique, éducation et civilisation en Malaisie, Arabie Saoudite, Égypte, Jordanie, Syrie et Liban.

## Prix et reconnaissances
- élu Meilleur étudiant de l'université King Saud à Ryad en 1989.
- 25 médailles d'or dans les différentes compétitions universitaires en Arabie saoudite.
- décoré avec le titre honorifique "Dato" par le roi de la Malaisie, Sultan Ahmad Shah, en 2007 en reconnaissance de sa contribution qualitative au développement de l'éducation en Malaisie.
- élu la Personnalité Préférée des Guinéens pour les années 2012-2013.
- élu Meilleur ministre de la République de Guinée 2012-2015.
- élu parmi les dix éminents écrivains du monde islamique au Doha, Qatar.